# Девол, Джордж
Джордж Де́вол (англ. George Devol; 20 февраля 1912, Луисвилл, Кентукки — 11 августа 2011, Уилтон) — американский изобретатель-робототехник, создатель Unimate — первого промышленного робота. «Отец современной робототехники».

## Биография
Джордж Девол родился 20 февраля 1912 года в городе Луисвилл (штат Кентукки, США). Окончив среднюю школу, он решил отказаться от высшего образования и заняться бизнесом. В 1932 году он открыл небольшую компанию, занимавшуюся записью звука для кинофильмов, так как в этот период звуковое кино стало активно вытеснять немое. Его фирма просуществовала до 1939 года, не выдержав конкуренции с RCA и Western Electric. К середине 1930-х годов относятся два заметных изобретения Девола: промышленное освещение и автоматически открывающаяся дверь «Швейцар-призрак». В 1939 году он пытался запатентовать другое своё изобретение: автоматически открывающиеся и закрывающиеся стиральные машины, но его заявка была отложена «до окончания конфликта».
В 1940 году Девол предложил свои услуги корпорации Sperry, которая назначила его руководителем отдела специальных проектов, разрабатывавшего радиолокационные приборы и микроволновое испытательное оборудование. Также во время войны изобретатель оказывал услуги компании Auto-Ordnance Company. В 1943 году она создала для него специальное подразделение General Electronics Industries в городке Гринвич (штат Коннектикут), где до конца войны производились антирадарные комплексы и радиолокационное оборудование. После окончания войны Девол покинул Auto-Ordnance Company, так как разошёлся во мнениях относительно будущего мирного применения ряда своих изобретений. Некоторое время работал на RCA в скромной должности менеджера по продажам электроники в Восточной Европе. В 1946 году запатентовал магнитную записывающую систему для управления машинами и цифровое воспроизводящее устройство для них. Был членом команды, разработавшей микроволновую печь Speedy Weeny, которая сама готовила и раздавала хот-доги в общественных местах (в том числе на Центральном вокзале Нью-Йорка).
В конце 1950-х годов Девол изобрёл Unimate — первого промышленного робота (патент 2988237, выдан в 1961 году). Для его выпуска он скооперировался с другим известным изобретателем, Джозефом Энгельбергером, и вместе они организовали компанию Unimation. Первый такой аппарат, в экспериментальном порядке, был установлен на заводе General Motors Инлэнд Фишер Гайд в Нью-Джерси, чтобы поднимать горячие куски металла из машины литья под давлением и укладывать их в штабель. В течение следующих пяти лет робот проходил исследования и испытания, после чего началось его массовое производство. Unimate мог варить, обрабатывать материалы и выполнять другие функции. К 1975 году Unimation показала первую прибыль. В 1978 году сотрудник компании, Виктор Шейнман, изобрёл робота PUMA, являющегося усовершенствованной модификацией Unimate. В 1983 году компания была продана за 107 миллионов долларов (более 287 миллионов долларов в ценах 2021 года).
В 2005 году журнал «Популярная механика» назвал Unimate Девола одним из 50 лучших изобретений за последние 50 лет.
Также Девол имеет более сорока́ патентов на визуальные и тактильные датчики для роботов, коаксиальные разъёмы, многоразовые контейнеры и магнитострикционные манипуляторы.
Джордж Девол скончался 11 августа 2011 года, не дожив полгода до своего 100-го дня рождения, в своём доме в городке Уилтон (штат Коннектикут). У него остались два сына, две дочери, пять внуков/внучек и пять правнуков/правнучек.

## Признание
- 1985 — Почётный член Общества инженеров-технологов
- 1989 — Почётная докторская степень от Бриджпортского университета[8]
- 2011 — включён в Национальный зал славы изобретателей[8]
- член Зала славы автоматизации[9]
- экземпляры Unimate выставлены в музее Генри Форда[англ.], там же хранится архив Девола